# Cúp Puskás 2016
Cúp Puskás 2016 là mùa giải thứ chín của Cúp Puskás và diễn ra từ 13 đến 16 tháng Năm tại Felcsút, Hungary. Budapest Honvéd là đương kim vô địch. Một đội bóng mới, Genk Jeugd, được ban tổ chức mời tham dự.
Đội vô địch Cúp Puskás 2016 là Budapest Honvéd khi đánh bại Puskás Akadémia trong loạt sút luân lưu trong trận chung kết diễn ra ngày 16 tháng 5 năm 2016 trên sân Pancho Arena ở Felcsút. La Fábrica về thứ 3 khi đánh bại Genk Jeugd 3-1. Hagi Academy về thứ 5 khi đánh bại Panathinaikos 2-1.

## Đội bóng tham gia
- Budapest Honvéd (đội cũ của Ferenc Puskás)
- La Fábrica (đội cũ của Ferenc Puskás)
- Hagi Academy (được mời)
- Genk Jeugd (được mời)
- Panathinaikos (đội cũ của Ferenc Puskás)
- Puskás Akadémia (chủ nhà)

## Địa điểm
| Felcsút                                       |
| --------------------------------------------- |
|                                               |
| Pancho Arena                                  |
| 47°27′50″B 18°35′12″Đ / 47,46389°B 18,58667°Đ |
| Sức chứa: 3.500                               |

## Đội hình

### Budapest Honvéd
Huấn luyện viên: Krisztián Somogyi
Ghi chú: Quốc kỳ chỉ đội tuyển quốc gia được xác định rõ trong điều lệ tư cách FIFA. Các cầu thủ có thể giữ hơn một quốc tịch ngoài FIFA.
| Số | VT | Quốc gia | Cầu thủ                 |
| -- | -- | -------- | ----------------------- |
| —  | TM | Hungary  | Attila Berla            |
| —  | TM | Hungary  | Áron Pálfi              |
| —  | HV | Hungary  | Botond Erdélyi          |
| —  | HV | Hungary  | Bálint Falusy           |
| —  | HV | Hungary  | Márkó Gajda             |
| —  | HV | Hungary  | Bence Csanád Horváth    |
| —  | HV | Hungary  | Alex Pratsler           |
| —  | TV | Hungary  | Zoltán Bence Banó-Szabó |
| —  | TV | Hungary  | Attila Cziffra          |
| —  | TV | Hungary  | Gergő Cseh              |
| —  | TV | Hungary  | Roland Farkas           |
| —  | TV | Hungary  | Milán Májer             |
| —  | TV | Hungary  | Gergő Nagy              |
| —  | TV | Hungary  | Tibor Dávid Stoiacovici |
| —  | TĐ | Hungary  | Nikolasz Kovács         |
| —  | TĐ | Hungary  | Norbert Kundrák         |
| —  | TĐ | Hungary  | Viktor Árpád Németh     |
| —  | TĐ | Hungary  | Richárd Novák           |
| —  | TĐ | Hungary  | Benjámin Pratsler       |
| —  | TĐ | Hungary  | Gergő Szabolcs Schön    |

### La Fábrica
Huấn luyện viên: Tristán David Celador
Ghi chú: Quốc kỳ chỉ đội tuyển quốc gia được xác định rõ trong điều lệ tư cách FIFA. Các cầu thủ có thể giữ hơn một quốc tịch ngoài FIFA.
| Số | VT | Quốc gia    | Cầu thủ                           |
| -- | -- | ----------- | --------------------------------- |
| —  | TM | Tây Ban Nha | Francisco Daniel Martínez Pujante |
| —  | TM | Tây Ban Nha | Adrián Rodriguez Jimenez          |
| —  | HV | Tây Ban Nha | Adrián De la Fuente Barquilla     |
| —  | HV | Tây Ban Nha | Mario Rafael Del Campo Escobar    |
| —  | HV | Tây Ban Nha | Jordi Jair Govea Merlín           |
| —  | HV | Tây Ban Nha | Etienne Paolo Medina              |
| —  | HV | Tây Ban Nha | Gómez Guillermo Torres            |
| —  | HV | Tây Ban Nha | Alejandro Zerki Carrero           |
| —  | TV | Tây Ban Nha | Elliot Gómez López                |
| —  | TV | Tây Ban Nha | Román Adrián Moreno               |
| —  | TV | Tây Ban Nha | José Javier Robles Belmonte       |
| —  | TV | Tây Ban Nha | Joaquin Rodriguez Martinez        |
| —  | TV | Tây Ban Nha | Christian                         |
| —  | TV | Tây Ban Nha | Raúl Tavares Pulido               |
| —  | TĐ | Tây Ban Nha | Antonio Manuel Casas Marin        |
| —  | TĐ | Tây Ban Nha | Rodriguez Inaki Elejalde          |
| —  | TĐ | Tây Ban Nha | Garcia Alberto Fernandez          |
| —  | TĐ | Tây Ban Nha | Sergio Sanchez Gioya              |
| —  | TĐ | Tây Ban Nha | Francisco Joaquin Santos Sanchez  |

### Genk Jeugd
Huấn luyện viên: Eddy Vanhemel
Ghi chú: Quốc kỳ chỉ đội tuyển quốc gia được xác định rõ trong điều lệ tư cách FIFA. Các cầu thủ có thể giữ hơn một quốc tịch ngoài FIFA.
| Số | VT | Quốc gia | Cầu thủ                           |
| -- | -- | -------- | --------------------------------- |
| —  | TM | Bỉ       | Marten Schevenels                 |
| —  | TM | Bỉ       | Olivier Marc Vliegen              |
| —  | HV | Bỉ       | Shawn Femi Adewoye                |
| —  | HV | Bỉ       | Hendrikus Flapper Fons            |
| —  | HV | Bỉ       | Maxim Goossens                    |
| —  | HV | Bỉ       | Amine Khammas                     |
| —  | HV | Bỉ       | Jill Lathouwers Siebren           |
| —  | HV | Bỉ       | Joren Leyssens                    |
| —  | HV | Bỉ       | Ian Opdenakker                    |
| —  | HV | Bỉ       | Chris N Vandecaetsbeek Falke      |
| —  | TV | Bỉ       | Safouane Ahidar                   |
| —  | TV | Bỉ       | Hassan Warsama Houssein           |
| —  | TV | Bỉ       | Xander Lambrix                    |
| —  | TV | Bỉ       | Ismael Ngedi Lukoki               |
| —  | TĐ | Bỉ       | Adriano Bertaccini                |
| —  | TĐ | Bỉ       | Emeraude Molembia Bolingoli       |
| —  | TĐ | Bỉ       | Rabbi Daudet Djongambo Dihumba    |
| —  | TĐ | Bỉ       | Rashaan Fernandes                 |
| —  | TĐ | Bỉ       | Jonathan Alejandro Figueroa Lopez |
| —  | TĐ | Bỉ       | Elvis Mehanovic                   |

### Hagi Academy
Huấn luyện viên: Nicolae Rosca
Ghi chú: Quốc kỳ chỉ đội tuyển quốc gia được xác định rõ trong điều lệ tư cách FIFA. Các cầu thủ có thể giữ hơn một quốc tịch ngoài FIFA.
| Số | VT | Quốc gia | Cầu thủ              |
| -- | -- | -------- | -------------------- |
| —  | TM | România  | Ion Cristian Gurau   |
| —  | TM | România  | Rares Murariu        |
| —  | HV | România  | George Acasandrei    |
| —  | HV | România  | Madalin Androne      |
| —  | HV | România  | Tudor Baluta         |
| —  | HV | România  | Robert Neciu         |
| —  | HV | România  | Alexandru Sabangeanu |
| —  | HV | România  | Nicholas Suflaru     |
| —  | TV | România  | Radu Boboc           |
| —  | TV | România  | Ionut Cringanu       |
| —  | TV | România  | Mihai Ene            |
| —  | TV | România  | Catalin Itu          |
| —  | TV | România  | Alexandru Tranca     |
| —  | TV | România  | Raul Vidrasan        |
| —  | TĐ | România  | Romeo Branica        |
| —  | TĐ | România  | Denis Dragus         |
| —  | TĐ | România  | Alexandru Matan      |
| —  | TĐ | România  | Cosmin Tucaliuc      |

### Panathinaikos
Huấn luyện viên: Henk Herder
Ghi chú: Quốc kỳ chỉ đội tuyển quốc gia được xác định rõ trong điều lệ tư cách FIFA. Các cầu thủ có thể giữ hơn một quốc tịch ngoài FIFA.
| Số | VT | Quốc gia | Cầu thủ                  |
| -- | -- | -------- | ------------------------ |
| —  | TM | Hy Lạp   | Nikolaos Christogeorgos  |
| —  | TM | Hy Lạp   | Konrad Dawid Partyka     |
| —  | HV | Hy Lạp   | Igli Doko                |
| —  | HV | Hy Lạp   | Anastasios Gkountounas   |
| —  | HV | Hy Lạp   | Epameinondas Manidakis   |
| —  | HV | Hy Lạp   | Sotirios Margaronis      |
| —  | HV | Hy Lạp   | Georgios Nikologiannis   |
| —  | HV | Hy Lạp   | Christos Zervopoulos     |
| —  | TV | Hy Lạp   | Konstantinos Apostolakis |
| —  | TV | Hy Lạp   | Antzelo Giaoupi          |
| —  | TV | Hy Lạp   | Leonidas Kalomoiris      |
| —  | TV | Hy Lạp   | Georgios Manidakis       |
| —  | TV | Hy Lạp   | Antriano Skenterai       |
| —  | TV | Hy Lạp   | Konstantinos Spinos      |
| —  | TV | Hy Lạp   | Evangelos Xepapadakis    |
| —  | TV | Hy Lạp   | Konstantinos Varesis     |
| —  | TĐ | Hy Lạp   | Kristis Abilas           |
| —  | TĐ | Hy Lạp   | Athanasios Dimitroulas   |
| —  | TĐ | Hy Lạp   | Panagiotis Lolos         |
| —  | TĐ | Hy Lạp   | Kristo Shehu             |

### Puskás Akadémia
Huấn luyện viên: Ivica Kulesevic
Ghi chú: Quốc kỳ chỉ đội tuyển quốc gia được xác định rõ trong điều lệ tư cách FIFA. Các cầu thủ có thể giữ hơn một quốc tịch ngoài FIFA.
| Số | VT | Quốc gia | Cầu thủ          |
| -- | -- | -------- | ---------------- |
| —  | TM | Hungary  | Ádám Erdélyi     |
| —  | TM | Hungary  | Ádám Varga       |
| —  | HV | Hungary  | László Deutsch   |
| —  | HV | Hungary  | Olivér Győri     |
| —  | HV | Hungary  | Dániel Radó      |
| —  | HV | Hungary  | Bence Lovász     |
| —  | HV | Hungary  | Tamás Megyesi    |
| —  | HV | Hungary  | Kristóf Papp     |
| —  | HV | Hungary  | Gergely Sziklási |
| —  | HV | Hungary  | Roland Tarnóczi  |
| —  | TV | Hungary  | Bendegúz Burka   |
| —  | TV | Hungary  | Zoltán Daróczi   |
| —  | TV | Hungary  | Martin Gyura     |
| —  | TV | Hungary  | Benjámin Lefler  |
| —  | TV | Hungary  | Gergely Mim      |
| —  | TV | Hungary  | Balázs Varga     |
| —  | TĐ | Hungary  | Zsombor Bévárdi  |
| —  | TĐ | Hungary  | Dániel Gergye    |
| —  | TĐ | Hungary  | Dániel Oroszi    |
| —  | TĐ | Hungary  | Máté Szabó       |

Kết quả
Tất cả thời gian tính theo (UTC+2).

### Bảng A
| Đội bóng        | St | T | H | B | GF | BB | HS | Đ |
| --------------- | -- | - | - | - | -- | -- | -- | - |
| Puskás Akadémia | 2  | 2 | 0 | 0 | 5  | 2  | +3 | 6 |
| Genk Jeugd      | 2  | 1 | 0 | 1 | 5  | 4  | +1 | 3 |
| Panathinaikos   | 2  | 0 | 0 | 2 | 0  | 4  | -4 | 0 |

| Puskás Akadémia | 4–2    | Genk Jeugd |
| --------------- | ------ | ---------- |
|                 | Report |            |

| Puskás Akadémia | 1–0    | Panathinaikos |
| --------------- | ------ | ------------- |
|                 | Report |               |

| Genk Jeugd | 3–0    | Panathinaikos |
| ---------- | ------ | ------------- |
|            | Report |               |

### Bảng B
| Đội bóng        | St | T | H | B | GF | BB | HS | Đ |
| --------------- | -- | - | - | - | -- | -- | -- | - |
| Budapest Honvéd | 2  | 1 | 1 | 0 | 4  | 2  | +2 | 4 |
| La Fábrica      | 2  | 1 | 0 | 1 | 4  | 4  | 0  | 3 |
| Hagi Academy    | 2  | 0 | 1 | 1 | 4  | 6  | -2 | 1 |

| Budapest Honvéd | 2–0    | La Fábrica |
| --------------- | ------ | ---------- |
|                 | Report |            |

| Budapest Honvéd | 2–2    | Hagi Academy |
| --------------- | ------ | ------------ |
|                 | Report |              |

| La Fábrica | 4–2    | Hagi Academy |
| ---------- | ------ | ------------ |
|            | Report |              |

### Tranh hạng 5
| Panathinaikos | 1–2    | Hagi Academy |
| ------------- | ------ | ------------ |
|               | Report |              |

### Tranh hạng 3
| Genk Jeugd | 0–3    | La Fábrica |
| ---------- | ------ | ---------- |
|            | Report |            |

### Chung kết
| Puskás Akadémia | 1–1 (p 5-6) | Budapest Honvéd |
| --------------- | ----------- | --------------- |
|                 | Report      |                 |

## Thống kê

### Cầu thủ ghi bàn
4 bàn
- Zsombor Bévárdi (Puskás Akadémia)

2 bàn
- Safouane Ahidar (Genk Jeugd)
- Benjámin Pratsler (Budapest Honvéd)
- Román Adrián Moreno (La Fábrica)

1 bàn
- Zoltán Bence Banó-Szabó (Budapest Honvéd)
- Nikolasz Kovács (Budapest Honvéd)
- Milán Májer (Budapest Honvéd)
- Antonio Manuel Casas Marin (La Fábrica)
- Garcia Alberto Fernandez (La Fábrica)
- Rodriguez Inaki Elejalde (La Fábrica)
- Adrián de la Fuente Barquilla (La Fábrica)
- Elliot Gómez López (La Fábrica)
- Adriano Bertaccini (Genk Jeugd)
- Emeraude Molembia Bolingoli (Genk Jeugd)
- Denis Dragus (Hagi Academy)
- Romeo Branica (Hagi Academy)
- Catalin Itu (Hagi Academy)
- Robert Neciu (Hagi Academy)
- Alexandru Matan (Hagi Academy)
- Igli Doko (Panathinaikos)
- Gergely Mim (Puskás Akadémia)
- Balázs Varga (Puskás Akadémia)